# حسن أباد (مقاطعة دهغلان)
حسن أباد (بالفارسية: حسن‌آباد) هي قرية تقع في قسم حومة دهغلان الريفي (مقاطعة دهغلان) في إيران. يقدر عدد سكانها بـ 177 نسمة .